# Stenostomum nipense
Stenostomum nipense là một loài thực vật có hoa trong họ Thiến thảo. Loài này được (Borhidi & O.Muñiz) Borhidi & M.Fernández Zeq. miêu tả khoa học đầu tiên năm 1993.